# Volterra

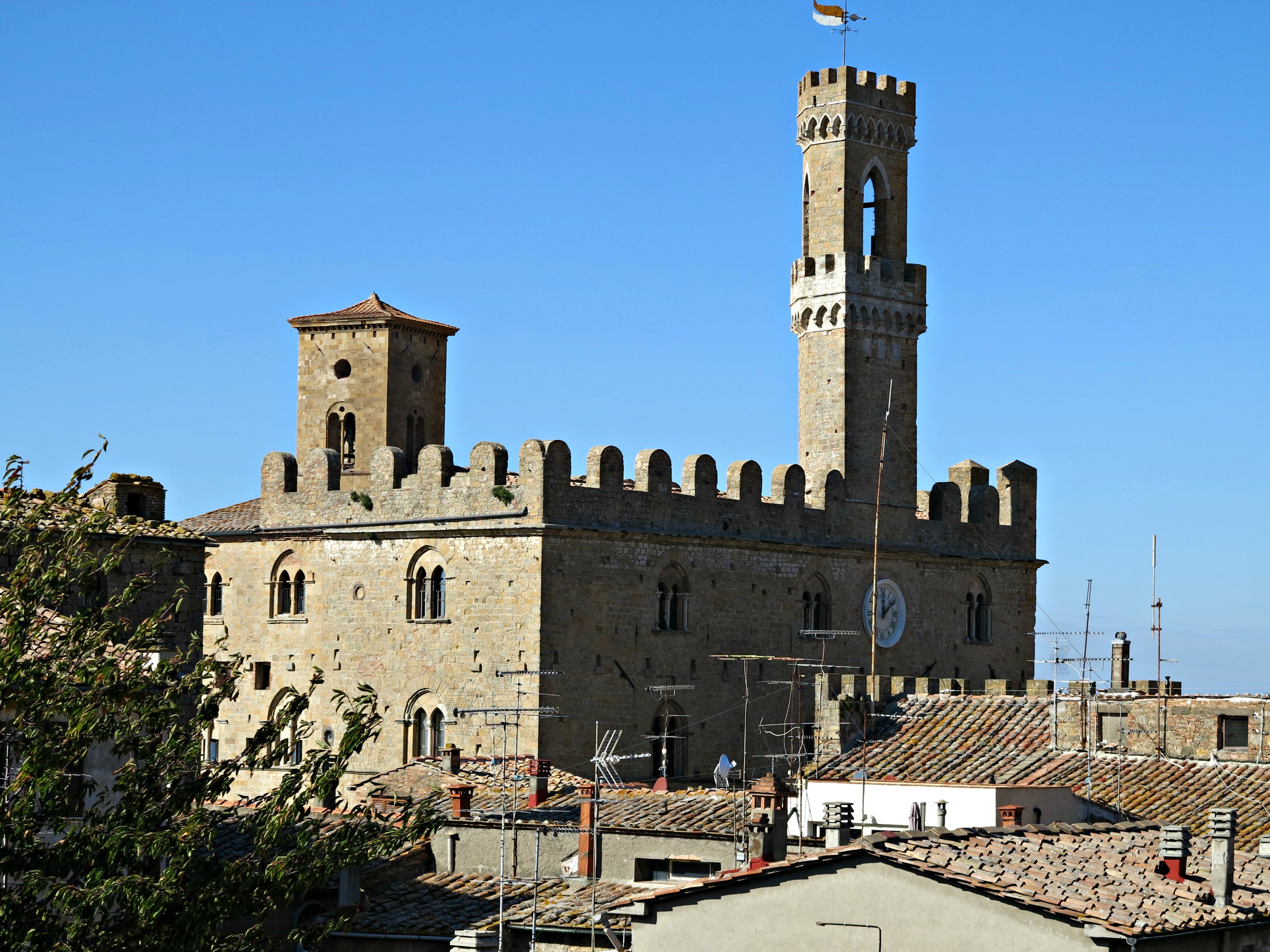
Palazzo dei Priori

Volterra is een stad in de provincie Pisa in de Italiaanse regio Toscane. De stad werd gesticht in het Villanova-tijdperk (9e-7e eeuw voor Christus) en ligt op een heuvel (511 m) met uitzicht op de heuvels in de omgeving. Volterra was een van de twaalf Etruskische steden in Toscane. De stad heeft 11.000 inwoners en trekt veel toeristen.
De volgende frazioni (dorpen) maken deel uit van de gemeente: Mazzolla, Montemiccioli, Pignano, Ponsano, Roncolla, Saline di Volterra, San Cipriano, Sensano, Ulignano, Villamagna.

## Geschiedenis

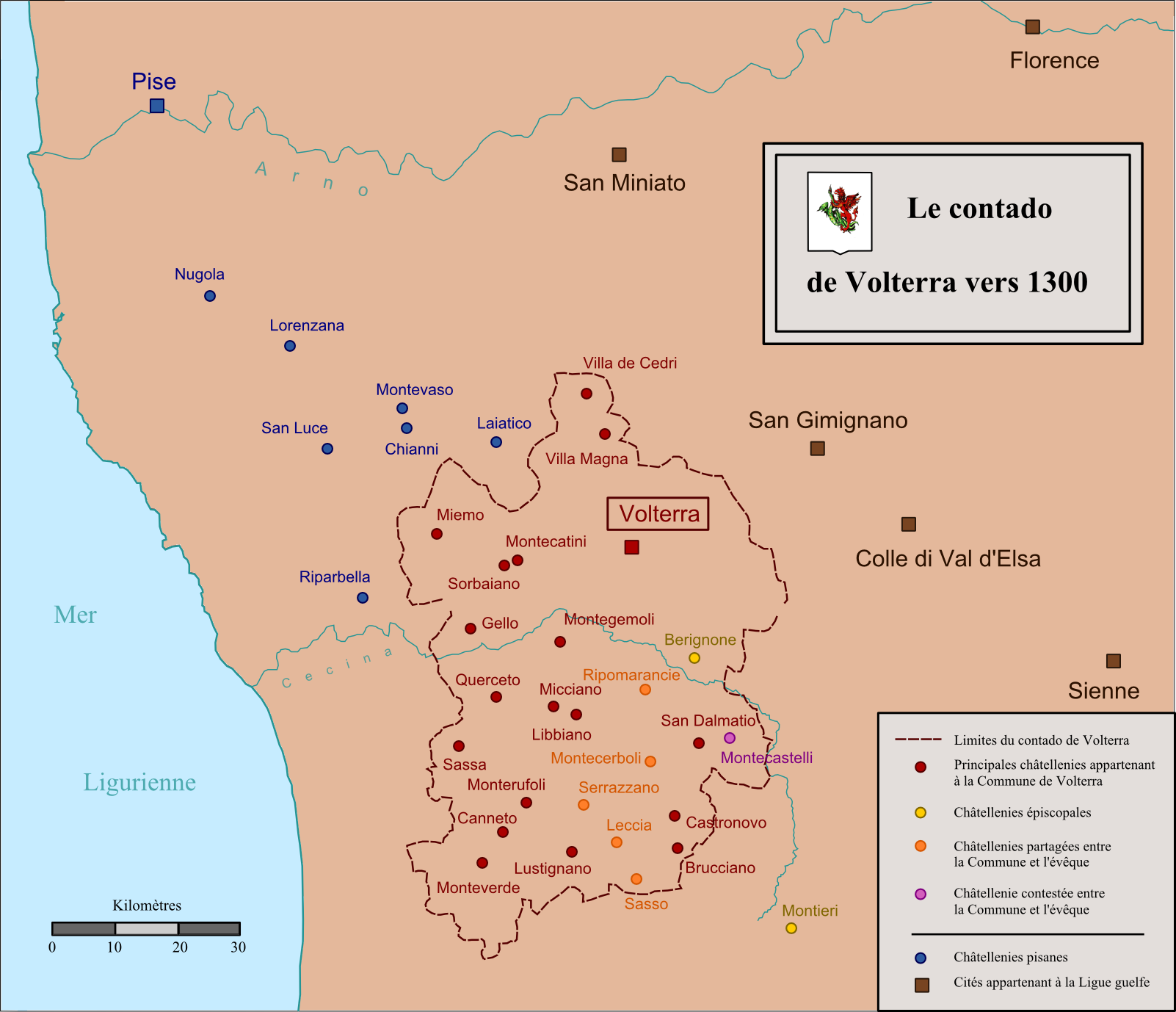
Het gebied van Volterra in Toscane rond 1300.

De oorsprong van de nederzetting gaat terug tot de tijd van de Urnenveldencultuur met grafvelden zoals La Badia, Le Ripaie en La Guerruccia uit het Villanova-tijdperk (9e-7e eeuw voor Christus). In de 8e eeuw v. Chr. kwamen Griekse kolonisten en later woonden er Etrusken, die het dorp Velathri, Felathri of Vlathri noemden als een van de twaalf Etruskische steden. Behalve landbouw kwam er mijnbouw en handel in koper en zout. In de vierde eeuw v. Chr. werd een stadsmuur van 7,3 km lang voltooid. De komst van de Romeinen betekende ten slotte opname in de Italiaanse confederatie, zodat de inwoners van Volterra (Latijn: Volaterrae) in 90 v. Chr. Romeins staatsburgerschap kregen. Wel werd de stad geplunderd tijdens de burgeroorlog tussen Marius en Sulla.
In 1472 werd Volterra geplunderd door Federico da Montefeltro in opdracht van Florence. Aanleiding was de vondst van aluin twee jaar eerder in Castelnuovo di Val di Cecina binnen het contado van Volterra. Voor de exploitatie werd een concessie toegekend aan een consortium waarin ook aanhangers van Lorenzo de' Medici participeerden. Na een jaar verklaarde het nieuwe stadsbestuur van Volterra dat de concessie slechts door omkoping was bekomen en onwettig was. Het nam de aluinmijn gewapenderhand weer in bezit. Toen het geschil enkele maanden later resulteerde in twee doden en het verbannen van Medicigetrouwen door de Capitano del Popolo van Volterra, besloot Lorenzo de' Medici orde op zaken te stellen. Het ging hem minder om de bescheiden aluinmijn dan om het ondermijnen van zijn macht. Het belegerde Volterra onderhandelde op 16 juni 1472 een overgave aan de troepenmacht die Florence stuurde, maar twee dagen later werd de stad alsnog geplunderd door de ingekwartierde soldaten. Ook de huurlingen die Volterra zelf op de been had gebracht, namen de gelegenheid te baat. Twaalf uur lang onderging de stad doodslag, roof en verwoesting, waarbij vrouwen noch kerken werden gespaard.

## Bezienswaardigheden
- De Duomo di Volterra op de grote Piazza San Giovanni is gebouwd in romaanse stijl en beschikt over mooie 13e-eeuwse preekstoelen met gebeeldhouwde panelen en vele bas-reliëfs.
- Ervoor staat de doopkapel (Battistero di San Giovanni).
- Het fort van de Medici is in goede staat en nog altijd in gebruik als staatsgevangenis.
- Het Museo Guarnacci toont vele overblijfselen van de Etruskische tijd, onder meer gereconstrueerde graven alla Cappuccina. Daarnaast zijn er nog andere musea met schilderijen.
- In het Palazzo dei Priori zetelde het stadsbestuur in de middeleeuwen. Dit paleis, waarvan de bouw in 1208 begon, is een van de oudste van Toscane.
- Porta all'Arco, een van de Etruskische stadspoorten
- Romeins theater van Volterra uit de eerste eeuw v.Chr.
- De kliffen Le Balze aan de rand van de hoogte waarop Volterra ligt, brokkelen zodanig af dat al een kerk en een abdij zijn verdwenen.
- Etruskische graven in de Valle Bona.

## Geboren
- Aules Persius Flaccus (34-62), dichter
- Francesco Granacci (1469-1543), kunstschilder
- Daniele da Volterra (1509-1566), schilder
- Giovanni Inghirami (1779-1851), sterrenkundige
- Mauro Staccioli (1937-2018), beeldhouwer

## Galerij

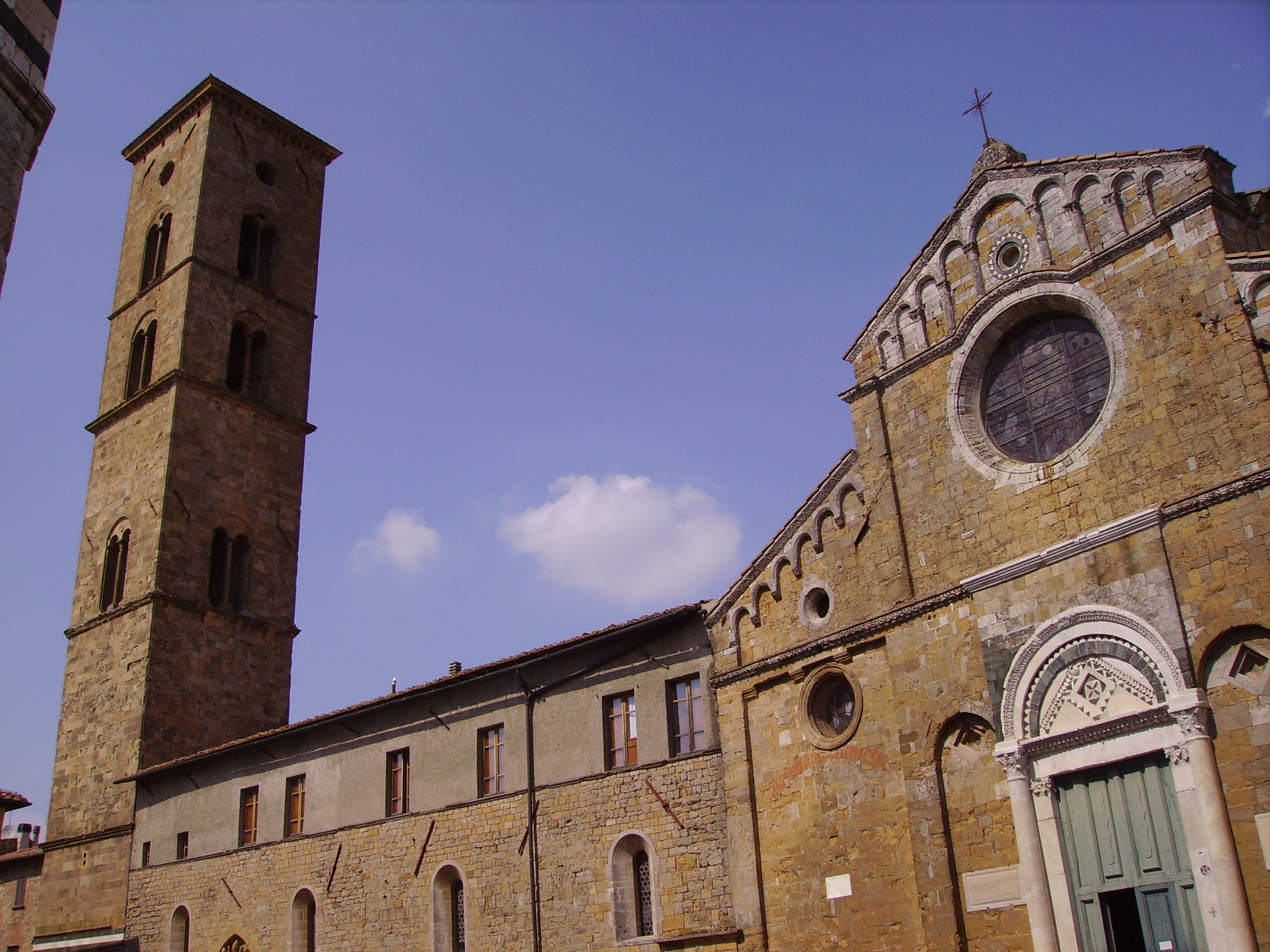
Duomo
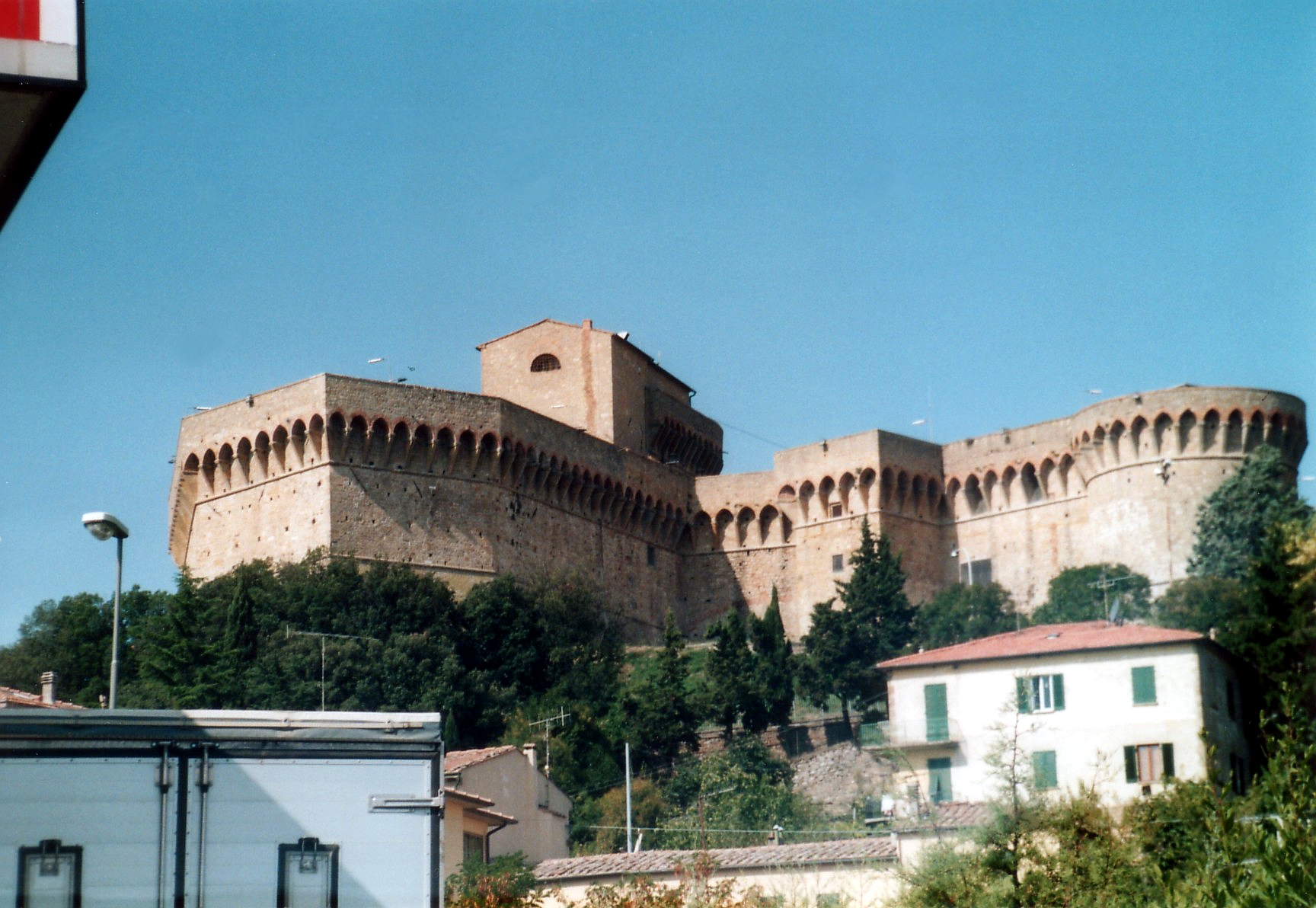
Fort van de Medici
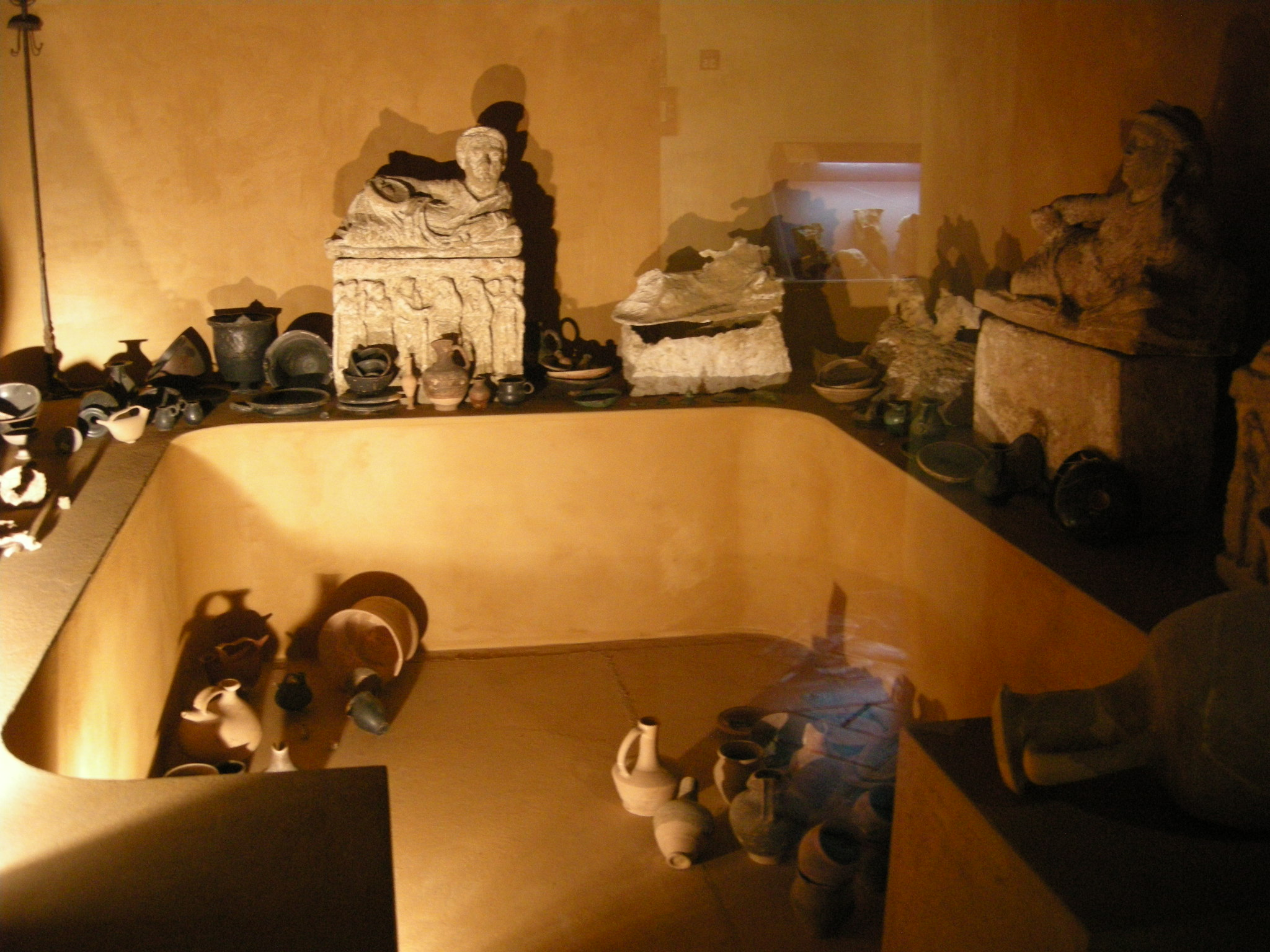
Museo Guarnacci
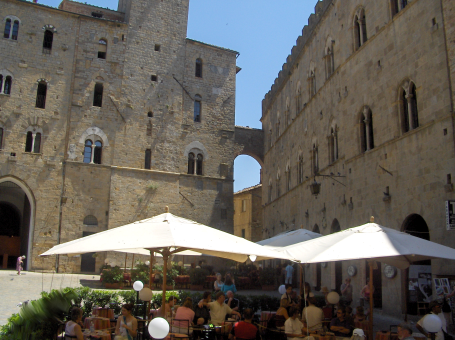
Piazza San Giovanni
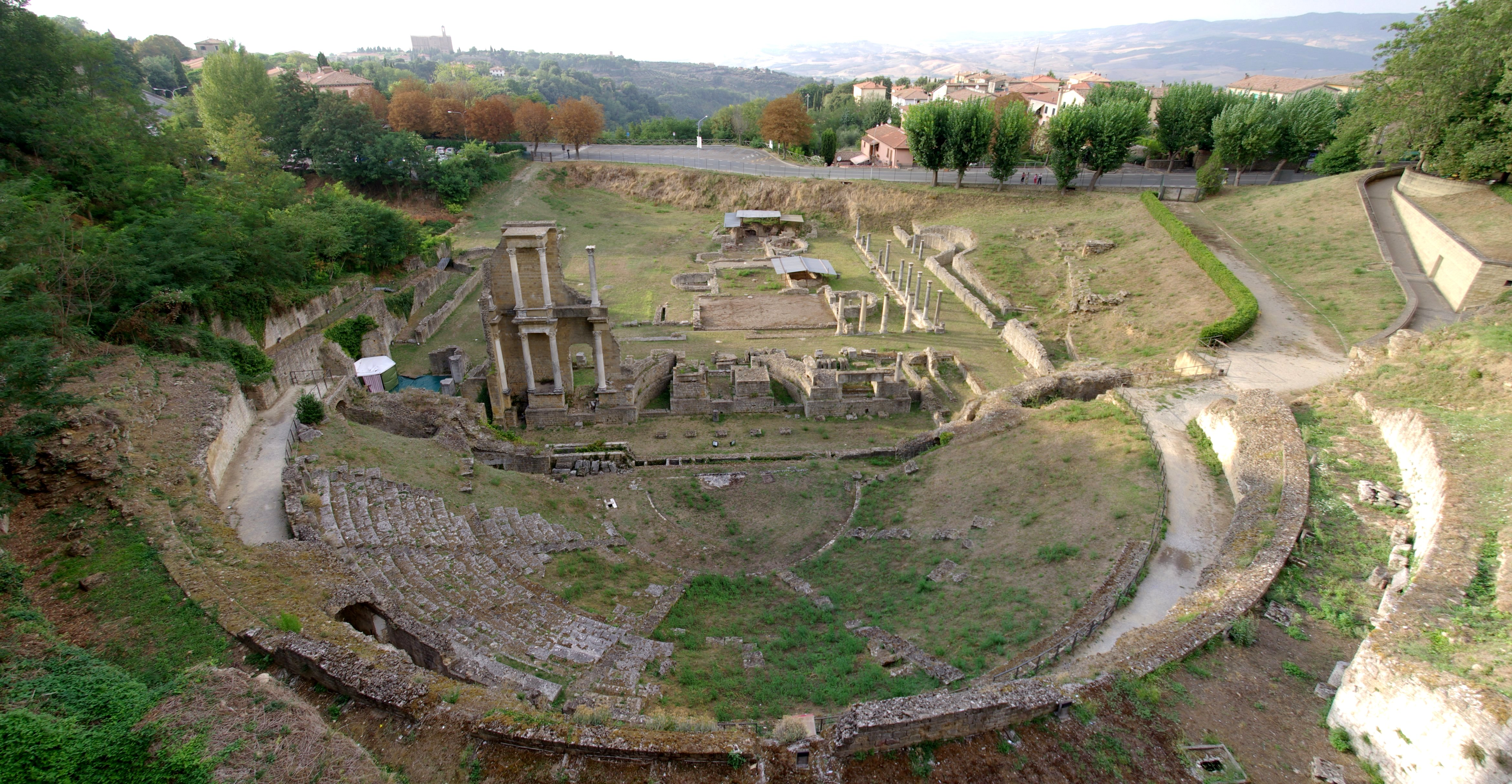
Romeins theater van Volterra

## Trivia
- Volterra is de thuisbasis van de Volturi, een kring van sterke oude vampieren, in Stephenie Meyers Twilight series.

## Voetnoten
1. ↑  https://demo.istat.it/?l=it.
2. ↑  Mathieu Harsch, La teinture et les matières tinctoriales à la fin du Moyen Âge. Florence, Toscane, Méditerranée, 2024, p. 410-411
3. ↑  Richard A. Goldthwaite, The Economy of Renaissance Florence, 2011, p. 528
4. ↑  Ada Palmer, Inventing the Renaissance. Myths of a Golden Age, 2025, p. 82

Bientina · Buti · Calci · Calcinaia · Capannoli · Casale Marittimo · Casciana Terme · Cascina · Castelfranco di Sotto · Castellina Marittima · Castelnuovo di Val di Cecina · Chianni · Crespina · Fauglia · Guardistallo · Lajatico · Lari · Lorenzana · Montecatini Val di Cecina · Montescudaio · Monteverdi Marittimo · Montopoli in Val d'Arno · Orciano Pisano · Palaia · Peccioli · Pisa · Pomarance · Ponsacco · Pontedera · Riparbella · San Giuliano Terme · San Miniato · Santa Croce sull'Arno · Santa Luce · Santa Maria a Monte · Terricciola · Vecchiano · Vicopisano · Volterra